# Suzanne Danco
Suzanne Danco   (àrea metropolitana de Brussel·les, 22 de gener de 1911 - Fiesole, 10 d'agost de 2000) va ser una soprano belga internacional la carrera de la qual va abastar els escenaris d'òpera d'Europa, des de Mozart fins a papers del segle xx, recitals, enregistraments d'òpera i cançons, i més tard l'ensenyament.

## Carrera
Danco va créixer en un ambient flamenc, tot i que el francès era la seva llengua materna. Va estudiar piano, història de la música i cant al Conservatori Reial de Brussel·les, i el 1936 va guanyar un concurs vocal a Viena, després del qual el director d'orquestra Erich Kleiber li va recomanar que continués els seus estudis a Praga amb Fernando Carpi. Grove assenyala que "l'amplitud inusual de la seva cultura es va demostrar pel seu domini de molts estils diferents".
Sembla que va debutar en concert a Itàlia el 1940, i als escenaris el 1941 a l'Òpera de Gènova, cantant Fiordiligi a Così fan tutte de Mozart. Va aparèixer a la majoria dels principals teatres d'òpera d'Europa durant les dècades de 1940 i 1950, incloent-hi La Scala (Oedipus Rex rei de Stravinski, i Ellen Orford a Peter Grimes), al Teatro di San Carlo (Marie a Wozzeck, que també va cantar per a la BBC en concert), a la Royal Opera House Covent Garden (Mimi a La bohème) i als festivals de Glyndebourne i Ais de Provença (Fiordiligi i Donna Elvira). El 1951, va cantar a Boston en una sèrie especial de concerts de "Peabody Mason" per commemorar l'any bimil·lenari de París.
Tot i que el seu repertori operístic no era extens, destacava per la seva gamma estilística, des dels papers de Mozart (Fiordiligi, Anna, Elvira, Cherubino i la comtessa) fins a obres modernes de Berg, Britten i Stravinsky. El seu to es descrivia com a fred, clar i aristocràtic, i molt adequat per a papers francesos com ara Mélisande a Pelléas et Mélisande (conservat en un conjunt Decca de 1952 sota la direcció d'Ansermet) i la Princesa a L'Enfant et les Sortilèges de Ravel. Tot i això, també va tenir èxit en algunes obres italianes com ara El barber de Sevilla i La bohème. La seva interpretació de Donna Anna a Don Giovanni sota la direcció de Josef Krips es considera l'estàndard per a aquesta òpera.
També se la recorda com a recitalista i concertista, de nou en una àmplia gamma d'estils, des de cantates de Bach fins a cicles de cançons de Britten i de Falla, però especialment en el repertori de melodies franceses, on la seva dicció i el seu domini de l'estil es van fer sentir amb particular avantatge.
Danco es va retirar del cant el 1970, però va romandre activa com a professora, tant a l'Accademia Musicale Chigiana de Siena com a visitant habitual de l'escola Britten-Pears de Snape. Va morir als 89 anys el 10 d'agost de 2000 a casa seva a Fiesole, prop de Florència. La seva vil·la allà es deia "Amarilli", per la cançó del mateix nom de Caccini, que l'havia cridat l'atenció dels col·leccionistes de discos el 1949.

## Enregistraments
Danco va fer moltes gravacions per a Decca Records (publicades pel segell londinenc als Estats Units) durant les dècades del 1940 i el 1950. Algunes d'aquestes estan disponibles en disc compacte (CD), com ara Orphée et Eurydice de Gluck dirigida per Hans Rosbaud el 1956, Don Giovanni (com a Donna Anna) dirigit per Josef Krips i Le nozze di Figaro (Cherubino) sota la direcció d'Erich Kleiber el 1955. Per a més detalls, vegeu Le nozze di Figaro (gravació de Kleiber).
També va treballar estretament amb Ernest Ansermet i l'Orquestra de la Suisse Romande en una sèrie de gravacions durant la dècada del 1950, incloent-hi les dues òperes en un acte de Ravel L'heure espagnole i L'enfant et les Sortilèges, Le martyre de Saint Sébastien de Debussy i el Rèquiem de Fauré.
Hi ha hagut diverses reedicions en CD de les actuacions i enregistraments de recitals de Suzanne Danco, inclòs un disc recopilatori del 2001 titulat The Singers: Suzanne Danco amb enregistraments realitzats entre 1947 i 1952.